# Phytomyza ovalis
Phytomyza ovalis är en tvåvingeart som beskrevs av Griffiths 1975. Phytomyza ovalis ingår i släktet Phytomyza och familjen minerarflugor. Inga underarter finns listade i Catalogue of Life.